# 短歧鬚鮠
短歧鬚鮠，俗名倒立鯰，是輻鰭魚綱鯰形目倒立鯰科的其中一種。

## 分布
本魚分布於非洲剛果河流域。

## 特徵
本魚體格壯健，底色為淺棕色。魚體上遍布許多斑點和條紋。其最大特徵是鰭游泳的姿勢，以腹部朝上，背部朝下的倒游姿勢。背鰭長並帶有斑點，具三對觸鬚，體長可達9.7公分。

## 生態
本魚棲息泥底質水草茂盛的水域，性情溫和，屬肉食性。繁殖時將卵產在石頭、漂流木或植物上。

## 經濟利用
為高經濟價值的觀賞魚。